# SETI@home
SETI@home (від англ. Search for Extra-Terrestrial Intelligence at Home — пошук позаземного розуму вдома) — науковий некомерційний проєкт добровольчих обчислень на платформі BOINC, що використовує вільні обчислювальні ресурси на комп'ютерах добровольців для пошуку радіосигналів позаземних цивілізацій.

## Про проєкт

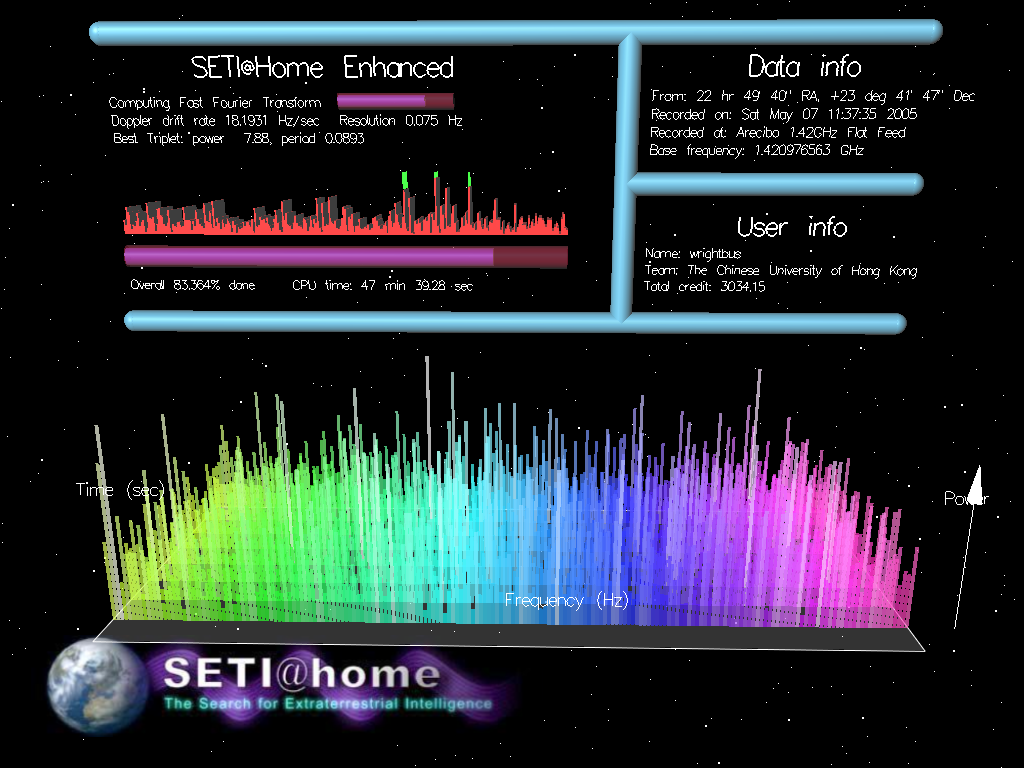
Обчислення в проекті SETI@home

Як один з підходів пошуку позаземних цивілізацій SETI Radio Searches використовує радіотелескопи для пошуку вузькосмугових радіосигналів з космосу. Ймовірно, позаземна цивілізація буде використовувати радіозв'язок (земні радіостанції можна зловити з найближчих зоряних систем на високочутливий радіоприймач). Якщо в радіосигналі будуть періодично-повторювані елементи, їх буде нескладно виявити, розрахувавши для запису з радіоприймача перетворення Фур'є. Ці повторювані сигнали приблизно повинні мати штучну природу і, відповідно, їх виявлення побічно підтвердить присутність позаземної технології. Сигнали, отримані радіотелескопом, переважно складаються з шуму, виробленого небесними об'єктами, радіоелектронікою, супутниками, телевізійними вежами і радарами. Сучасні проєкти з пошуку позаземних цивілізацій, такі як SETI, в радіодіапазоні використовують цифрові технології для аналізу даних. Для Radio SETI потрібна неймовірна обчислювальна потужність, тому що розрахунок перетворення Фур'є — вкрай ресурсомістка задача, і в цьому випадку вона помножена на величезну кількість інформації, що надходить з радіотелескопів.

### Історія
У попередніх проєктах SETI Radio Searches використовувалися спеціалізовані суперкомп'ютери, встановлені на радіотелескопах, що аналізували величезний обсяг інформації. У 1994 році Девід Геді, працюючи в програмі SERENDIP Каліфорнійського Університету в Берклі, запропонував використовувати віртуальний суперкомп'ютер, що складається з великого числа комп'ютерів, що мають доступ до Інтернету, та організував проєкт SETI@home для перевірки цієї ідеї. Науковий план, який розробили Девід Геді та Крейг Каснофф з Сієтлу, був представлений на п'ятій міжнародній конференції з біоастрономії у липні 1996 року.
- Проєкт SETI@home стартував 17 травня 1999 року. Ця версія, іменована надалі SETI@Home Classic[8], проіснувала до 15 грудня 2005 року[9].
- Далі проєкт продовжується тільки з використанням платформи BOINC.
- З 3 травня 2006 року використовується клієнтське програмне забезпечення SETI@home Enhanced[10].

2 березня 2020 року на форумі проєкту було оголошено про припинення розподілу завдань з 31 березня 2020 року та переходу проєкту у "сплячий" режим. Причинами, за словами команди, стало те, що всі необхідні дані вже проаналізовані, а управління обчисленнями вимагає значних ресурсів, тому вони зосередяться на завершенні аналізу та підготовці наукової публікації.

### Фінансування проєкту
Фінансування проєкту здійснюється в основному Planetary Society — некомерційною організацією, діяльність якої присвячена дослідженню Сонячної системи й пошуку позаземного розуму. Planetary Society є основним спонсором SETI@home. Також великий внесок становлять пожертвування від учасників проєкту й безоплатна передача обладнання від спонсорів. Крім того, є фінансові надходження від продажу товарів з атрибутикою проєкту.

### Програмне забезпечення
Клієнтське програмне забезпечення побудоване на базі платформи з відкритим програмним кодом (GNU General Public License), де кожен охочий учасник проєкту може зробити свій внесок не тільки в розрахунки, але і в розробку й тестування програмного забезпечення. Тому клієнтське забезпечення доступне для більшості популярних операційних систем і типів центральних процесорів.

### Як працює проєкт
Проєкт полягає в обробці даних радіотелескопу обсерваторії Аресібо на предмет пошуку сигналів, які можна інтерпретувати як штучні.
Інформація, отримана з опромінювача радіотелескопу, записується з високою щільністю на магнітну стрічку (заповнюючи приблизно одну 35-гігабайтну DLT плівку в день). При обробці дані з кожної стрічки розбиваються на 33 000 блоків по 1 049 600 байтів, що становить 1,7 с часу запису з телескопа. Потім 48 блоків конвертуються у 256 завдань на розрахунок, які розсилаються не менше ніж на 1024 комп'ютери учасників проєкту. Після обробки результати передаються комп'ютером учасника проєкту в Space Sciences Laboratory (SSL) Каліфорнійського університету, Берклі (США) за допомогою програмного забезпечення BOINC.
Кожен користувач персонального комп'ютера, що має доступ до Інтернету, може приєднатися до проєкту (такий підхід дає безпрецедентну обчислювальну потужність, зумовлену великою кількістю комп'ютерів, що беруть участь в обробці даних).

### Розвиток проекту
На 25 березня 2012 року, проєкт SETI@home є найбільш популярним на платформі BOINC — загальне число учасників проєкту становить понад 1,2 млн. За обсягом обчислень у день, за станом на 25 березня 2012 року, проєкт займає п'яту позицію з результатом 1,6 петафлопс, поступаючись проєктам Folding@home, PrimeGrid, DistRTGen і MilkyWay@home.
Результати використовуються також і для дослідження інших астрономічних об'єктів.
Подальше продовження й доповнення до проєкту SETI@Home — проєкт AstroPulse (Beta) (астрономічні дослідження).
Для AstroPulse (Beta) існують клієнти для GNU/Linux (в тому числі й для 64-розрядних версій) і Microsoft Windows.
27 січня 2009 року, було оголошено про створення нового відкритого проєкту — setiQuest. Як очікується, в його основу ляжуть вихідні коди SETI@Home, які повинні бути передані спільноті під відкритою ліцензією в другому кварталі 2010 року.

## Фільмографія
- «Через кротову нору з Морганом Фріменом. Чи поодинокі ми?» (англ. Through the Wormhole with Morgan Freeman. Are We Alone?) — науково-популярний фільм, знятий Discovery у 2010 році.